# Banda Bahadur

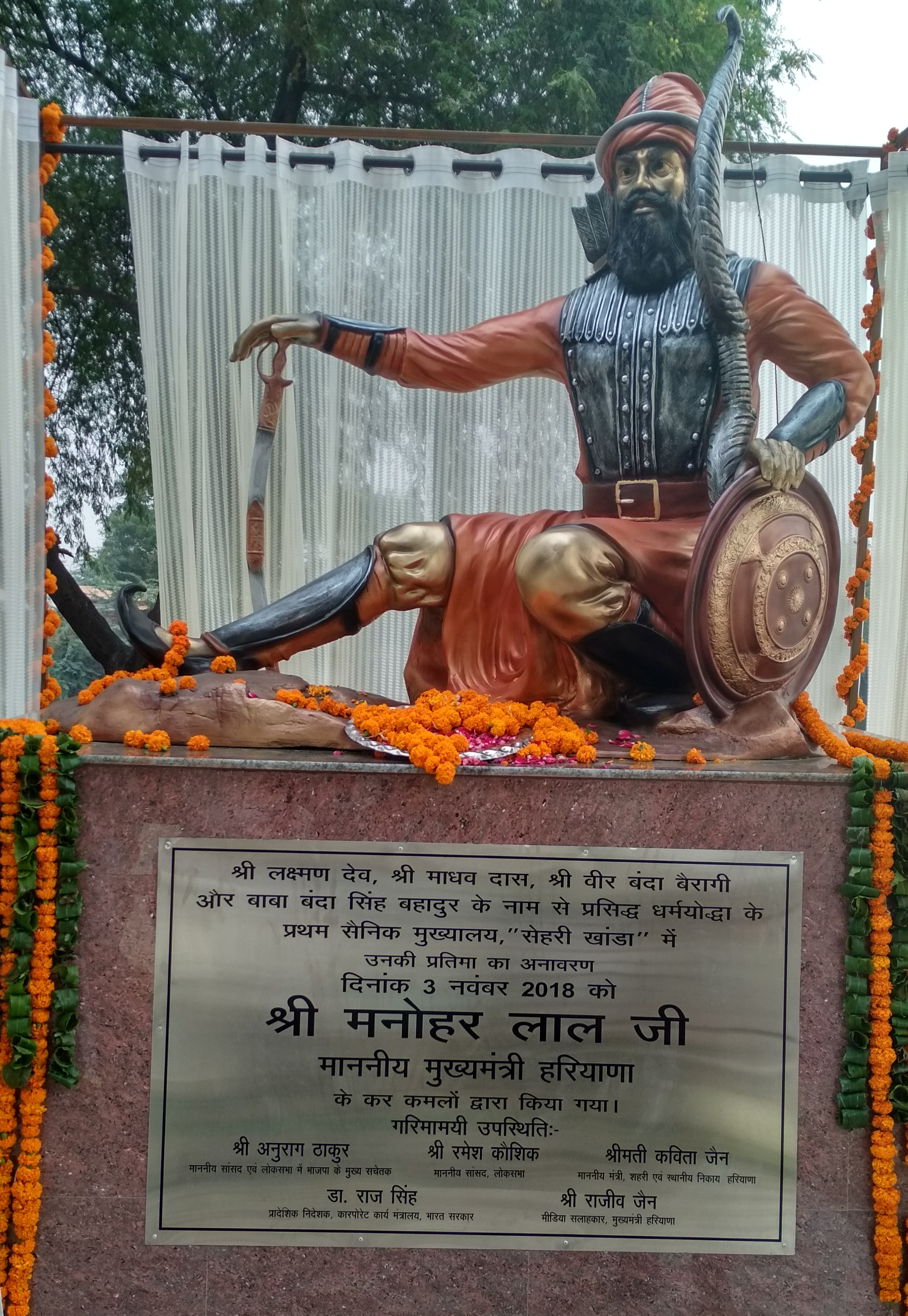
Banda Singh Bahadur

Banda Singh Bahadur (geboren als Lachman Dev,  * 27. Oktober 1670; † 9. Juni 1716 in Delhi) war ein Führer der aufständischen Sikhs im 18. Jahrhundert.

## Leben
Lachman Dev verließ im Alter von 15 Jahren das Elternhaus, um unter dem Namen Madho Das Mönch zu werden. Er gründete ein Kloster in Nanded am Ufer des Flusses Godavari. Im September 1708 wurde er vom Guru Gobind Singh besucht, der ihm den neuen Namen Banda Singh Bahadur gab. Mit der Unterstützung Gobind Singhs versammelte er eine Streitmacht und führte die Sikhs in den Kampf gegen das Mogulreich unter Bahadur Shah I. Dessen Tod und die nachfolgenden inneren Unruhen im Mogulreich verschafften den Sikhs eine Atempause. Unter Mogul Farrukh Siyar wurde Banda Singh Bahadur am 7. Dezember 1715 bei der Belagerung von Gurdas Nangal gefangen genommen und am 9. Juni 1716 in Delhi hingerichtet.